# Paul-Philipp Kaufmann
Paul-Philipp Kaufmann (* 21. Juni 1996) ist ein deutscher Hockeyspieler. Er wurde 2021 Europameisterschaftszweiter und 2024 Olympiazweiter.

## Sportliche Karriere
Paul-Philipp Kaufmann spielte beim TSV Mannheim, danach beim HC Den Bosch (ab 2021), während er in der Hallensaison weiter für die Mannheimer spielte, und Hamburger Polo Club (ab 2024).
Von 2011 bis 2017 nahm er an 84 Länderspielen in den verschiedenen Altersklassen im Junioren-Bereich teil. Seine größten Erfolge waren der zweite Platz bei der U18-Europameisterschaft 2013 und der dritte Platz bei der Junioreneuropameisterschaft 2017.
2020 debütierte Kaufmann in der Nationalmannschaft. 2021 bei der Europameisterschaft in Amstelveen erreichte die deutsche Mannschaft durch einen 3:2-Halbfinalsieg über das englische Team das Finale, dort unterlag die Mannschaft den Niederländern im Shootout. Bei den Olympischen Spielen in Tokio war er als Ersatzmann dabei, er kam insgesamt zu drei Einsätzen. 2023 gehörte Kaufmann bei der Weltmeisterschaft in Bhubaneswar zum deutschen Aufgebot, kam aber beim Titelgewinn der deutschen Mannschaft nicht zum Einsatz. Bei der Hallenhockey-Europameisterschaft 2024 in Löwen wirkte Kaufmann in allen sechs Spielen mit, nach einem Halbfinalsieg über die Belgier gewann die deutsche Mannschaft den Titel im Endspiel gegen Polen. Bei den Olympischen Spielen 2024 in Paris war Kaufmann mit einer P-Akkreditierung dabei und wurde fünfmal eingesetzt, darunter im Halbfinale. Im Finale verloren die Deutschen gegen die Niederländer im Shootout.
Insgesamt bestritt Kaufmann bislang 65 Länderspiele, davon sechs in der Halle. (Stand 16. August 2024) 